# پیتر میخال بهون
پیتر میخال بُهون (اسلواکی: Peter Michal Bohúň؛ ۲۹ سپتامبر ۱۸۲۲ – ۲۰ مهٔ ۱۸۷۹) یک نقاش اهل کشور اسلواکی بود که عمدتاً نقاشی پرتره و گاهی مناظر و محراب می کشید.